# بیلوف (ناحیه نووی ییتشین)
بیلوف (به چکی: Bílov) یک منطقهٔ مسکونی در جمهوری چک است که در ناحیه نووی ییتشین واقع شده‌است. بیلوف ۱۰٫۳۹ کیلومتر مربع مساحت و ۵۸۴ نفر جمعیت دارد و ۳۴۷ متر بالاتر از سطح دریا واقع شده‌است.